# Berte Qvarn
Berte Qvarnaktiebolag är ett kvarnföretag med anor från 1569 i Slöinge, Halland. Företaget ingår tillsammans med Sia Glass AB och Berte Gård AB i Bertegruppen AB. Berte Qvarn AB producerar, säljer och distribuerar mjöl till bagerier och livsmedelsproducenter i stora delar av Sverige, samt via grossister till butiker i hela landet. Bland kunderna kan nämnas Polarbröd och Dafgårds.

## Historik
Berte Qvarns namn syns för första gången i pränt den 11 augusti 1569 i Lunds stifts "landebog". "Landebogen", eller jordeboken som den kallades i Sverige, var en förteckning över kyrkornas, prästernas och klockarnas egendomar och inkomster. År 1569 ägdes Berte Qvarn och marken däromkring av Slöinge kyrka.
Genom freden i Brömsebro 1645 kom Halland under Sveriges krona och därmed blev Bärtequarn en svensk kvarn. Det skulle dröja ända till år 1872 innan kvarnens dåvarande ägare, Nils Stenström, fick friköpa hemmanet från kyrkan. 1887 blev Berte Qvarn en av landets modernaste kvarnar med vattenturbiner istället för de gamla vattenhjulen. Kvarnstenarna försvann några år senare och ersattes av en automatisk valskvarn, en av Sveriges första. År 1895 bildades Berte Qvarn Aktiebolag då Georg Stenström var mjölnare på kvarnen.
1900-talet inleddes med att merparten av Sveriges småkvarnar köptes upp av större kvarnar och avvecklades. Även Berte Qvarn var på väg att köpas upp för att läggas ner men Georg Stenström framhärdade i att fortsätta driva kvarnen inom familjen.
1945 tog sonen Olof Stenström över efter sin far. Olof drev kvarnen i 37 år och under denna tiden utvecklades och moderniserades kvarnen. 1967 löste Olof Stenström in huvuddelen av aktierna för att koncentrera ägandet. 
Under 50-talet genomgick kvarnindustrin i Sverige en stor ekonomisk kris och flertalet kvarnar stängdes ner. 1993 fanns det endast åtta kvarnföretag kvar. Berte Qvarn hörde då till en av de minsta.
Under 1960-talets svåra tider för kvarnbranschen började företaget att söka andra inkomstkällor. Det gamla slakteriet som lades ner 1961 blev tillverkningslokal för marmeladkarameller och även ett skorpbageri startades utan att ge framgång. När VD:n Olof Stenström träffade Trollhätteglass grundare, fick han tillverkningsrätten för deras glassbåtar och Sia Glass grundades 1962 som dotterbolag till kvarnen.
Från 1982 till 2001 var Anders Stenström VD för Berte Qvarn. 2001 efterträddes han av sin hustru Gerd, som i sin tur 1 januari 2009 lämnade över VD-posten till kvarnens första externa VD, Johan Bäcklund.
Även om Berte Qvarn fick en extern VD är företaget alltjämt i samma familjs ägo genom Bertegruppen AB, där syskonen Lovisa, Helena och Olof Stenström är 14:e generationen verksamma i företaget.
I samband med 450-årsjubileet 2019 tillkännagav företaget att man skulle investera i en ny havrekvarn. Förutom vete och råg kommer kvarnen även att mala havre för att bland annat leverera havreråvara till Oatly.
Bara en dryg kilometer från kvarnen ligger Sia Glass i Slöinge.